# Бремен (Кентуккі)
Бремен (англ. Bremen) — місто (англ. city) в США, в окрузі Муленберґ штату Кентуккі. Населення — 172 особи (2020).

## Географія
Бремен розташований за координатами 37°21′49″ пн. ш. 87°13′20″ зх. д. / 37.36361° пн. ш. 87.22222° зх. д. (37.363729, -87.222204).  За даними Бюро перепису населення США в 2010 році місто мало площу 0,54 км², з яких 0,54 км² — суходіл та 0,00 км² — водойми.

## Демографія
Згідно з переписом 2010 року, у місті мешкало 197 осіб у 90 домогосподарствах у складі 57 родин. Густота населення становила 365 осіб/км².  Було 105 помешкань (195/км²).
Расовий склад населення:
| - 98,5 % — білих - 0,5 % — корінних американців - 0,5 % — чорних або афроамериканців |

До двох чи більше рас належало 0,5 %. Частка іспаномовних становила 3,0 % від усіх жителів.
За віковим діапазоном населення розподілялося таким чином: 20,3 % — особи молодші 18 років, 61,4 % — особи у віці 18—64 років, 18,3 % — особи у віці 65 років та старші. Медіана віку мешканця становила 43,6 року. На 100 осіб жіночої статі у місті припадало 118,9 чоловіків;  на 100 жінок у віці від 18 років та старших — 101,3 чоловіків також старших 18 років.
Середній дохід на одне домашнє господарство  становив 54 668 доларів США (медіана — 33 125), а середній дохід на одну сім'ю — 69 674 долари (медіана — 54 063). За межею бідності перебувало 15,3 % осіб, у тому числі 31,3 % дітей у віці до 18 років та 6,3 % осіб у віці 65 років та старших.
Цивільне працевлаштоване населення становило 55 осіб. Основні галузі зайнятості: транспорт — 27,3 %, роздрібна торгівля — 18,2 %, освіта, охорона здоров'я та соціальна допомога — 10,9 %, сільське господарство, лісництво, риболовля — 10,9 %.